# نمسيس (ريزدنت إيفل)
نمسيس (بالإنجليزية:Nemesis) (باليابانية:追迹者))، وهو شخصية خيالية صممت من قبل كابكوم، ظهر في رزدنت إيفل 3 ورزدنت إيفل : أمبريلا كرونيكلز وريزدنت إيفل : أوبريشن راكون سيتي وريزدنت : سرفيفور 2.

## وصلات خارجية
- Details behind the Nemesis costume used in Apocalypse